# Hohenackeria
Hohenackeria là chi thực vật có hoa trong họ Apiaceae.